# Brasil na Copa do Mundo FIFA de 1966
A edição de 1966 do torneio marcou a oitava vez que a Seleção Brasileira de Futebol participou de uma Copa do Mundo. Era e permanece como o único país a participar de todas as edições do torneio da FIFA.
A Seleção foi dirigida pela segunda vez por Vicente Feola e os capitães foram Orlando Peçanha  e Bellini.  O Brasil foi eliminado na primeira fase e terminou na 11ª colocação. 

## Eliminatórias
O  Brasil, como defensor do título de 1962, se classificou automaticamente.

## Preparação
O Brasil bicampeão de 1958 e 1962 foi comandado pelo técnico Vicente Feola, o mesmo do primeiro título mundial e que estava com 67 anos. O Brasil foi derrotado em casa na Taça das Nações de 1964. No início de 1966, ocorreu uma pequena crise quando Paulo Machado de Carvalho defendeu publicamente a continuação de Aymoré Moreira como técnico da seleção. O Brasil era o favorito nas casas de apostas inglesas. 
Feola convocou para a preparação inicial 47 jogadores. O grande número de jogadores na lista inicial foi tratado como exemplo da bagunça da preparação. De acordo com Brito: "Naquela época, a comissão técnica era uma bagunça danada, tanto que chamaram 45 jogadores. Isso atrapalhou muito. Quiseram fazer média com todo mundo e atrapalhou tudo. Cada treino era uma guerra. Todos os jogadores eram amigos, mas a comissão queria que todos virassem inimigos. Aquela seleção não foi mais à frente pela falta de organização e honestidade". Para Sílvio Lancellotti: "uma infinidade de atletas, exatos 47, inúmeros deles sem chance de chegar na Copa". Porém no bicampeonato conquistado quatro anos antes, Aymoré Moreira havia chamado 41 atletas para um período de um mês de treinos antes de embarcar para o Chile. 
Na elaboração da lista de 47 nomes para a preparação da Copa de 1966, um dirigente da então Confederação Brasileira de Desportos, ponderou que havia poucos jogadores do Corinthians e sugeriu a convocação do zagueiro Ditão (Geraldo de Freitas Nascimento). Na hora de datilografar os nomes de batismo, porém, a secretária escreveu o nome de outro Ditão (Gilberto de Freitas Nascimento), irmão do zagueiro corinthiano, que defendia o Flamengo. Para não cair no ridículo, a Comissão Técnica não desfez o mal-entendido e a convocação deste foi mantida.
Os 45 jogadores (Jair da Costa pediu dispensa para fazer uma operação na clavícula e Amarildo foi cortado por uma distensão muscular, os dois únicos jogadores do exterior na convocação, defendendo a Inter de Milão e o Milan, respectivamente) passaram um mês e meio treinando no Rio de Janeiro e em Caxambu, Minas Gerais, aguardando o corte final.
Após a lista final, a CBD declarou que o palmeirense Dudu foi cortado sob a alegação de estar anêmico.
Djalma Dias foi a público acusar a CBD de convocar o veterano Bellini, então com 36 anos e já na descendente da carreira, por “saudosismo”.
Apenas dois jogadores não atuavam em São Paulo ou no Rio de Janeiro: Tostão, do Cruzeiro, e Alcindo, do Grêmio. A última vez que o Brasil convocou algum jogador que não atuava em São Paulo ou no Rio de Janeiro foi na campanha de 1950, com os colorados Adãozinho e Nena. Era uma reclamação dos outros estados nas campanhas anteriores. O futebol brasileiro estava mudando com a consolidação da Taça Brasil, e os jogadores de outros centros tinham mais exposição. Mesmo assim, a queixa persistiu até os anos 90 e a saída dos jogadores brasileiros para atuar no exterior. A Revista do Esporte do Rio de Janeiro lembrou de nomes como Dirceu Lopes do Cruzeiro e Buglê do Atlético-MG como injustiçados.
Durante o período de treinos no Rio de Janeiro, Alcindo e Gérson foram os mais aplaudidos pela torcida.  Alcindo lesionou o pé contra o Bangu. Segundo o Jornal dos Sports: "Alcindo caiu quando jogava demais".  No dia seguinte, Alcindo teve o tornozelo engessado por duas semanas até o final do mês de Maio.  Mas foi confirmado na lista dos 22 e começou a competição como titular devido a boa impressão que deixou nos treinos.
Na lista final havia 7 campeões do mundo em 1958 ou 1962. Apenas um armador clássico Gérson, que se machucou no meio do torneio e o Brasil atuou com o "coringa" Lima na posição fazendo dupla com o cabeça de área Denílson.

## A Copa
O Brasil estreou vencendo a Bulgária por dois a zero. Com gols de bola parada de Pelé e Garrincha. Foi a última partida em que Pelé e Garrincha atuaram juntos pela Seleção. No total foram 40 partidas entre 1958 e 1966 e nenhuma derrota. A Bulgária era treinada por Rudolf Vytlačil, treinador da Tchecoslováquia na Final da Copa do Mundo FIFA de 1962.
Na segunda partida, derrota para a Hungria por 3 a 1. O jogo marcou o fim do recorde de maior número de partidas consecutivas sem perder de um país em copas do mundo, marca que persiste até os dias de hoje. Foram 13 jogos sem perder, a última derrota do Brasil havia sido contra a mesma Hungria na Batalha de Berna em 1954. Pelé, machucado devido ao jogo duro dos búlgaros, não atuou na partida, sendo substituído por Tostão. Outra baixa do time foi Denílson; em seu lugar entrou Gérson. Foi a única partida que a seleção perdeu com Garrincha em campo.
Na última partida, derrota para Portugal, estreante no torneio, por 3 a 1. Inseguro, Feola fez nove alterações para esse jogo decisivo, incluindo a troca de Gylmar por Manga no gol, o retorno de Pelé e Denílson, e Garrincha indo para a reserva. Feola alegou que o time estava "desmantelado com várias contusões, principalmente a de Gérson, em quem eu depositava grande confiança". A partida ficou marcada pelas jogadas violentas contra Pelé que acabou se machucando mais ainda, em entradas dos portugueses João Morais, Vicente Lucas e Alexandre Baptista, que não foram advertidos pelo árbitro inglês, George McCabe. Foi a segunda vez que uma seleção defendendo o título foi eliminada na primeira fase; a primeira foi a Itália, na Copa do Mundo de 1950.
Ao todo, 20 dos 22 jogadores convocados atuaram no torneio; apenas o veterano Zito e o jovem Edu não foram aproveitados. Edu, que somava 16 anos e 339 dias na abertura da Copa, atingiu o recorde de atleta mais jovem a ser convocado para um Mundial; porém, por não ter jogado, não bateu o recorde que Pelé detinha de atleta mais jovem a atuar em um Mundial; este somente viria a ser superado em 1982 pelo norte-irlandês Norman Whiteside, comparativamente seis meses mais jovem do que Pelé quando estreou na Copa do Mundo daquele ano. Por outro lado, Jairzinho e Lima foram os únicos a atuar nos três jogos do Brasil na Copa.

### Grupo 3
| 12 de julho 1966 19:30 | Brasil                 | 2–0       | Bulgária | Liverpool, Goodison Park Árbitro: Tschenscher (Alemanha Ocidental) Público: 48000 |
|                        | Pelé 15' Garrincha 56' | (Reporte) |          |                                                                                   |

| 15 de julho 1966 19:30 | Hungria                              | 3–1       | Brasil     | Liverpool, Goodison Park Árbitro: Dagnall (Inglaterra) Público: 52000 |
|                        | Bene 2' Farkas 64' Mészöly 73' (pen) | (Reporte) | Tostão 14' |                                                                       |

| 19 de julho 1966 19:30 | Portugal                    | 3–1       | Brasil    | Liverpool, Goodison Park Árbitro: McCabe (Inglaterra) Público: 62000 |
|                        | Simöes 15' Eusébio 27', 85' | (Reporte) | Rildo 70' |                                                                      |

| Time     | Pts | J | V | E | D | GF | GS | SG |
| -------- | --- | - | - | - | - | -- | -- | -- |
| Portugal | 6   | 3 | 3 | 0 | 0 | 9  | 2  | 7  |
| Hungria  | 4   | 3 | 2 | 0 | 1 | 7  | 5  | 2  |
| Brasil   | 2   | 3 | 1 | 0 | 2 | 4  | 6  | -2 |
| Bulgária | 0   | 3 | 0 | 0 | 3 | 1  | 8  | -7 |